# Statens Järnvägars arkitektkontor

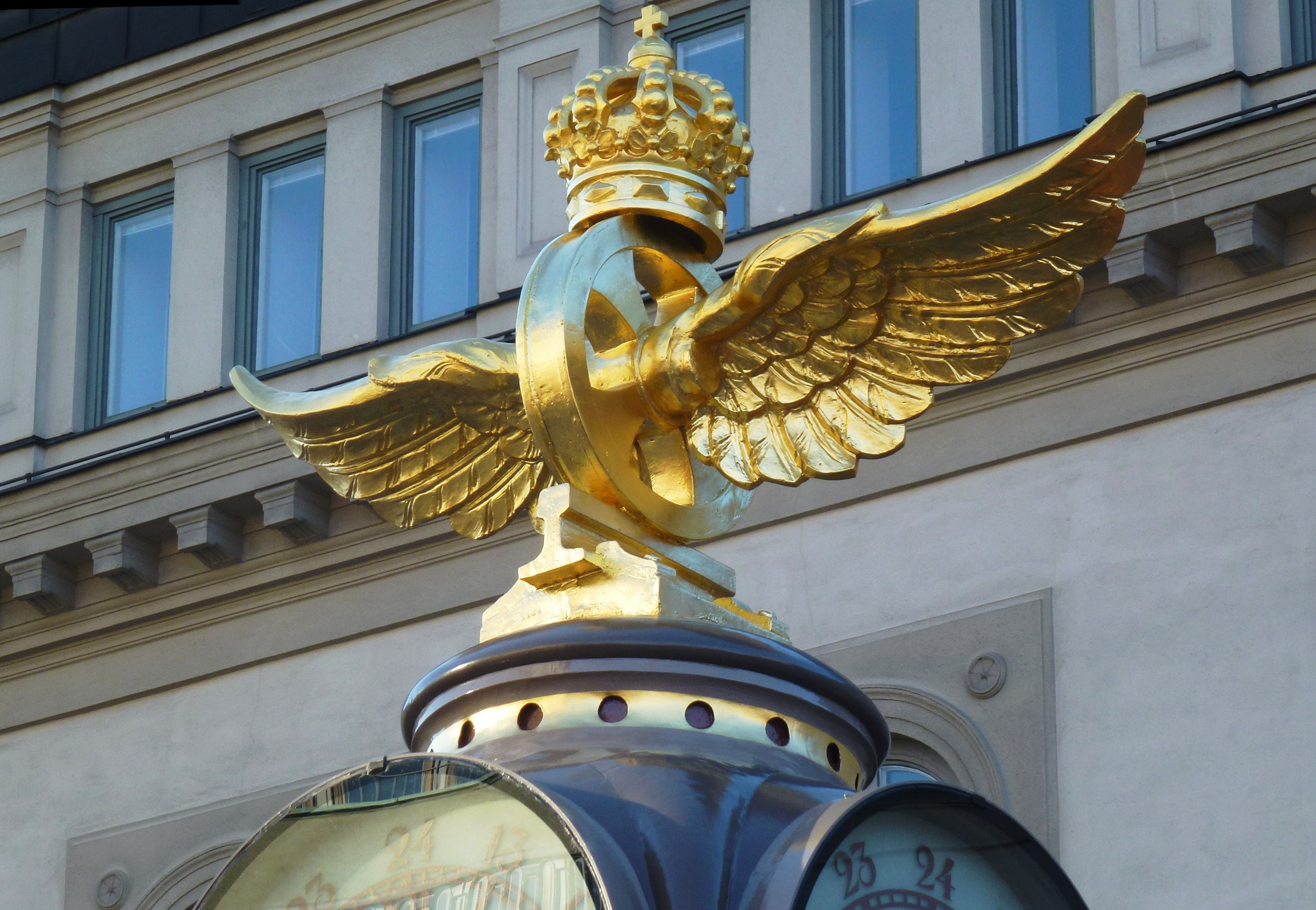
Flügelrad der SJ an der Zentrale in Stockholm

Statens Järnvägars arkitektkontor (Deutsch in etwa: Architekturbüro von Statens Järnvägar) wurde 1855 gegründet und 1986 aufgelöst. Es war das Architekturbüro der schwedischen Staatsbahnen Statens Järnvägar, das für die baulichen Einrichtungen entlang der staatlichen Eisenbahnstrecken verantwortlich war. Das Büro plante Tausende von Eisenbahngebäuden wie Bahnhofsgebäude, Lokomotivschuppen, Bahnwärterhäuser, Lagerhäuser, Wassertürme und Pumpenhäuser im Land und wurde im Laufe der Jahre von den Chefarchitekten Adolf W. Edelsvärd, Folke Zettervall, Birger Jonson und Karl-Axel Bladh geleitet.

## 1855–1895 Adolf W. Edelsvärd
Nils Ericson wurde 1854 vom Schwedischen Ständereichstag mit dem Ausbau der staatlichen Stammbahnen beauftragt. Dem jungen Göteborger Architekten Adolf W. Edelsvärd wurde die Position als Chefarchitekt anvertraut. Während des raschen Ausbaus der Eisenbahn in den 40 Jahren unter Edelsvärds Leitung wurden in Schweden etwas mehr als 5700 Eisenbahngebäude errichtet. Durch die Erstellung von Modellen und Typzeichnungen, die variiert werden konnten, wurde die Aufgabe von den nur wenigen Mitarbeitern des Architekturbüros erfüllt. Als Modelle dienten unter anderem die Bahnhöfe in Boxholm, Byske, Gnesta, Hällnäs, Partille und Sparreholm, die in ähnlicher Form an anderen Orten errichtet wurden. Im Büro arbeiteten vier Personen einschließlich der Zeichner, darunter Architekten wie die Brüder Axel Kumlien und Hjalmar Kumlien. Von den 297 Bahnhofsgebäuden, die zu Edelsvärds Zeiten gebaut wurden, waren nur 87 Einzelobjekte. Die anderen wurden nach einem der 41 entwickelten Modelle mit jeweiligen kleinen Abweichungen gebaut. Das Büro befand sich in den ersten fünf Jahren in Göteborg, zog jedoch 1872 in den neu errichteten Stockholmer Hauptbahnhof.

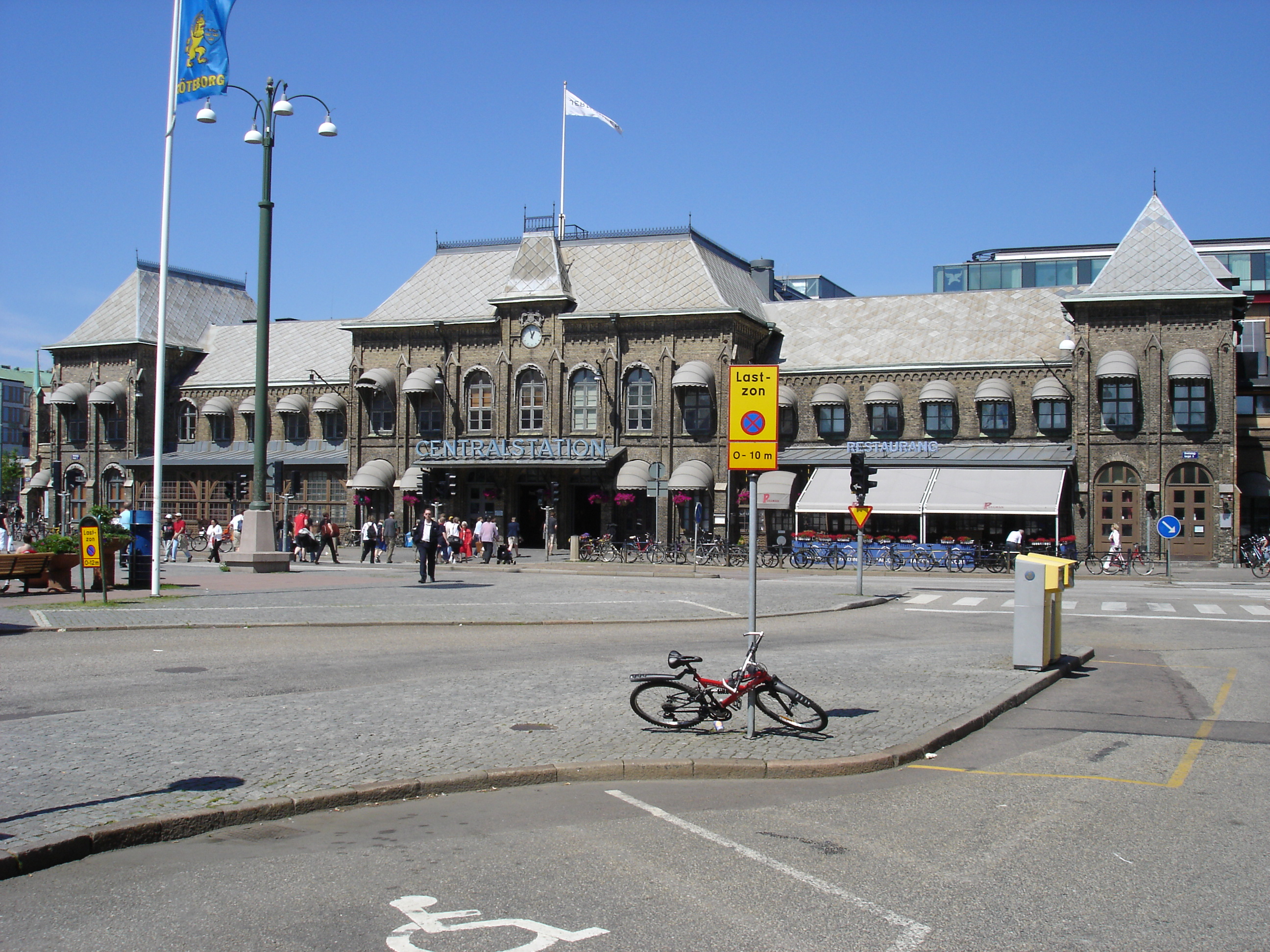
Göteborgs centralstation, 1856
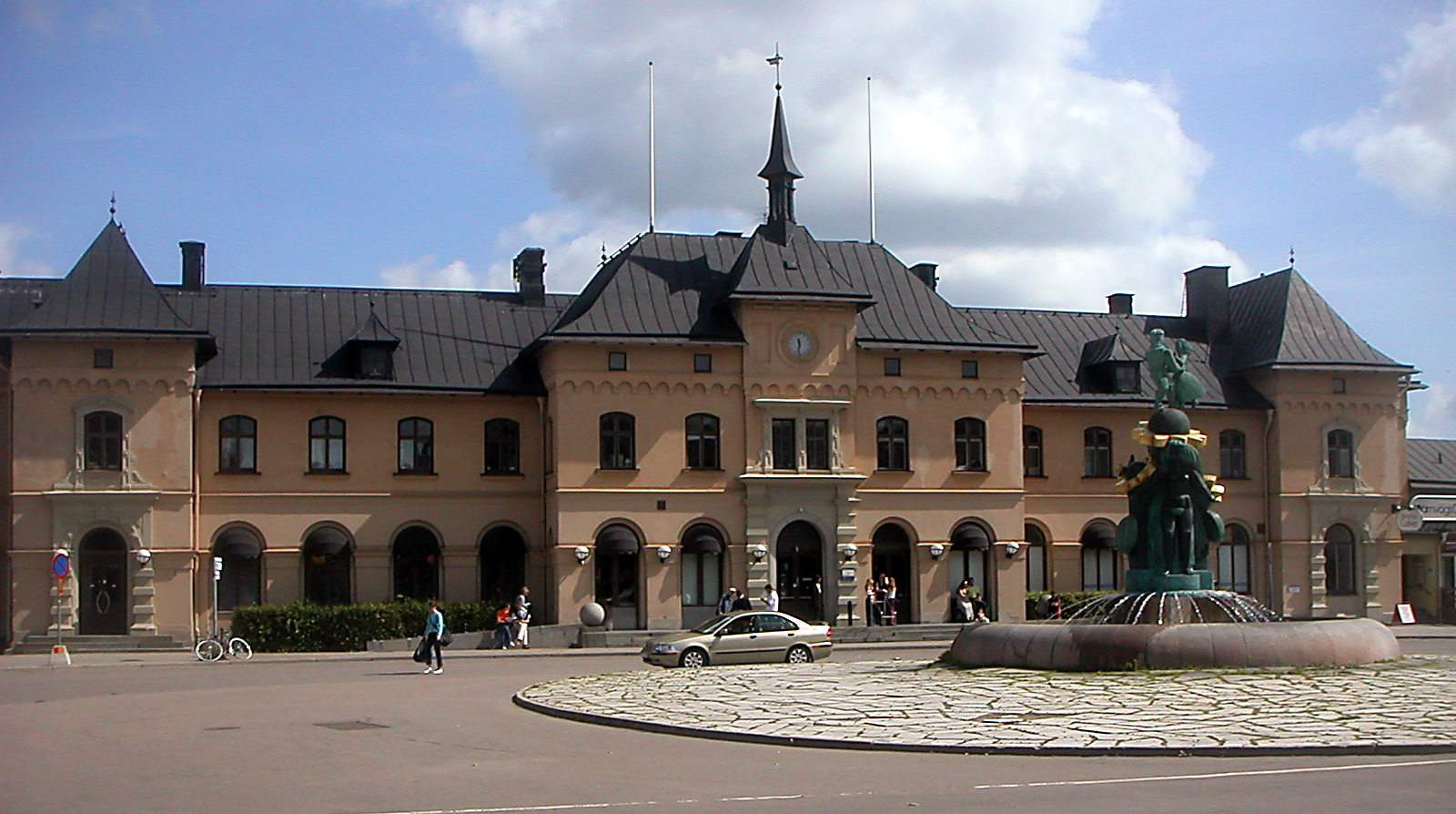
Uppsala centralstation, 1866
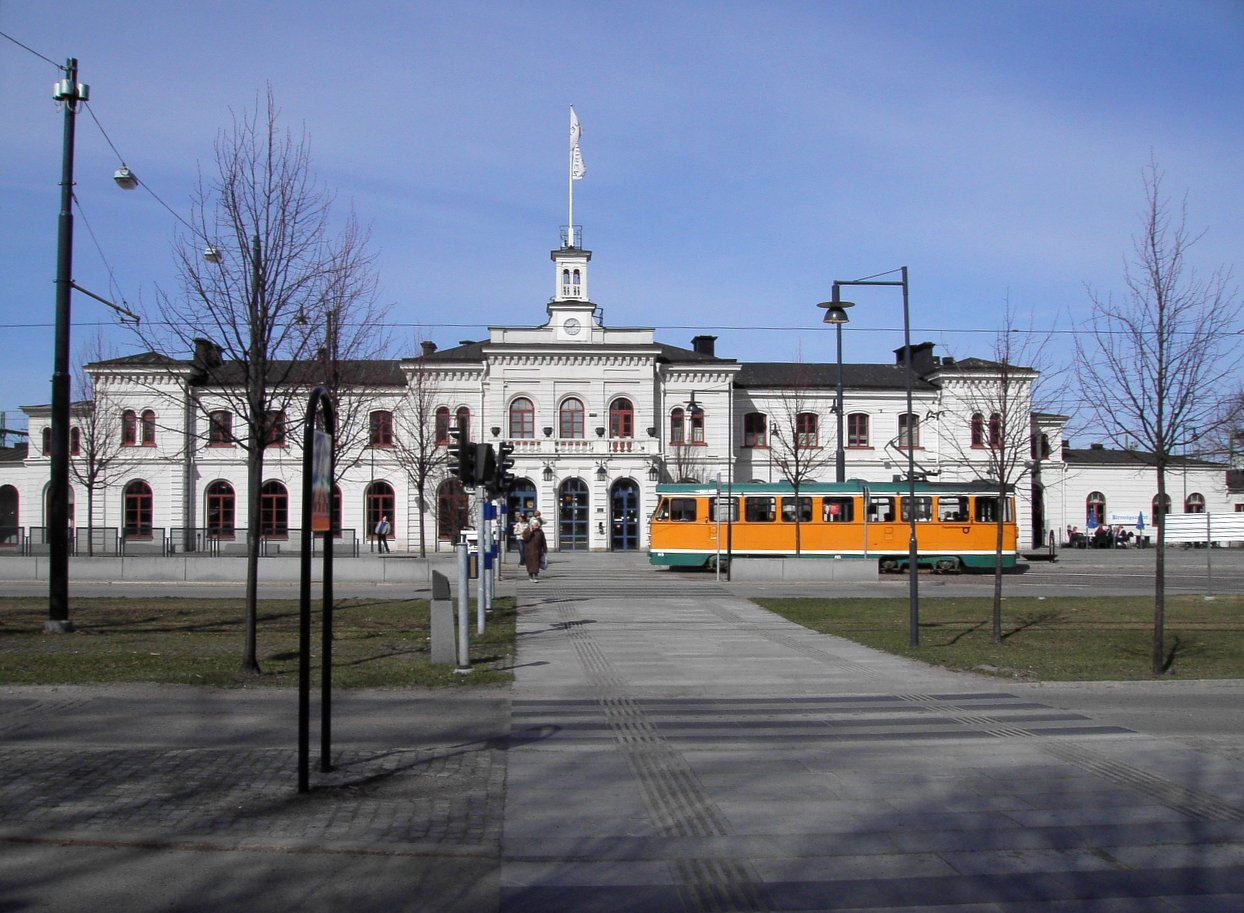
Norrköpings centralstation, 1866
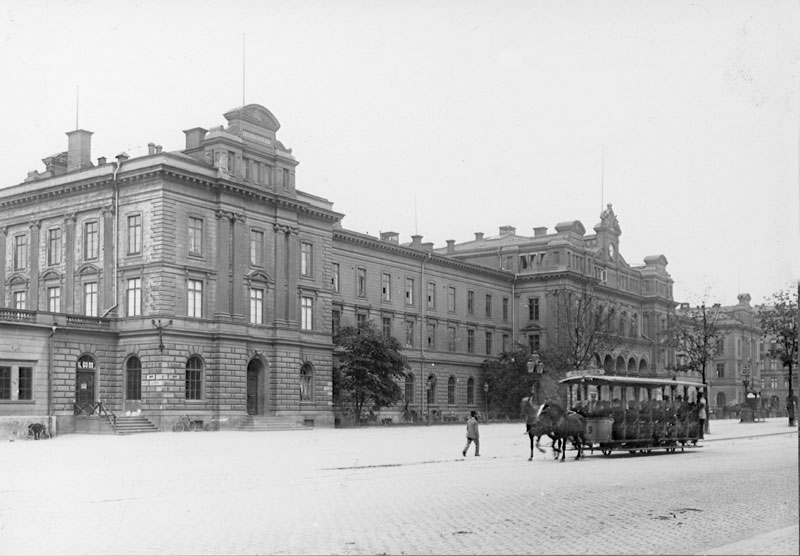
Stockholms centralstation, 1871

## 1895–1931, Folke Zettervall
Folke Zettervall war seit 1890 im Architekturbüro beschäftigt und trat 1895 die Nachfolge von Edelsvärd als Geschäftsführer an. Zettervall arbeitete die aktuellsten Strömungen der Zeit in seine Entwürfe ein. Die Bahnhofsgebäude im Jugendstil und im nationalromantischen Stil zeichnen sich durch starke materielle Wirkung aus. Neben etwa 260 neuen Bahnhofsgebäuden wurden zahlreiche Modernisierungen und Umbauten früherer Einrichtungen durchgeführt, während durch die Elektrifizierung neue Gebäude erforderlich waren. Das Büro im Obergeschoss des Stockholmer Hauptbahnhofes bestand aus fünf Angestellten, von denen zwei Zeichner waren.

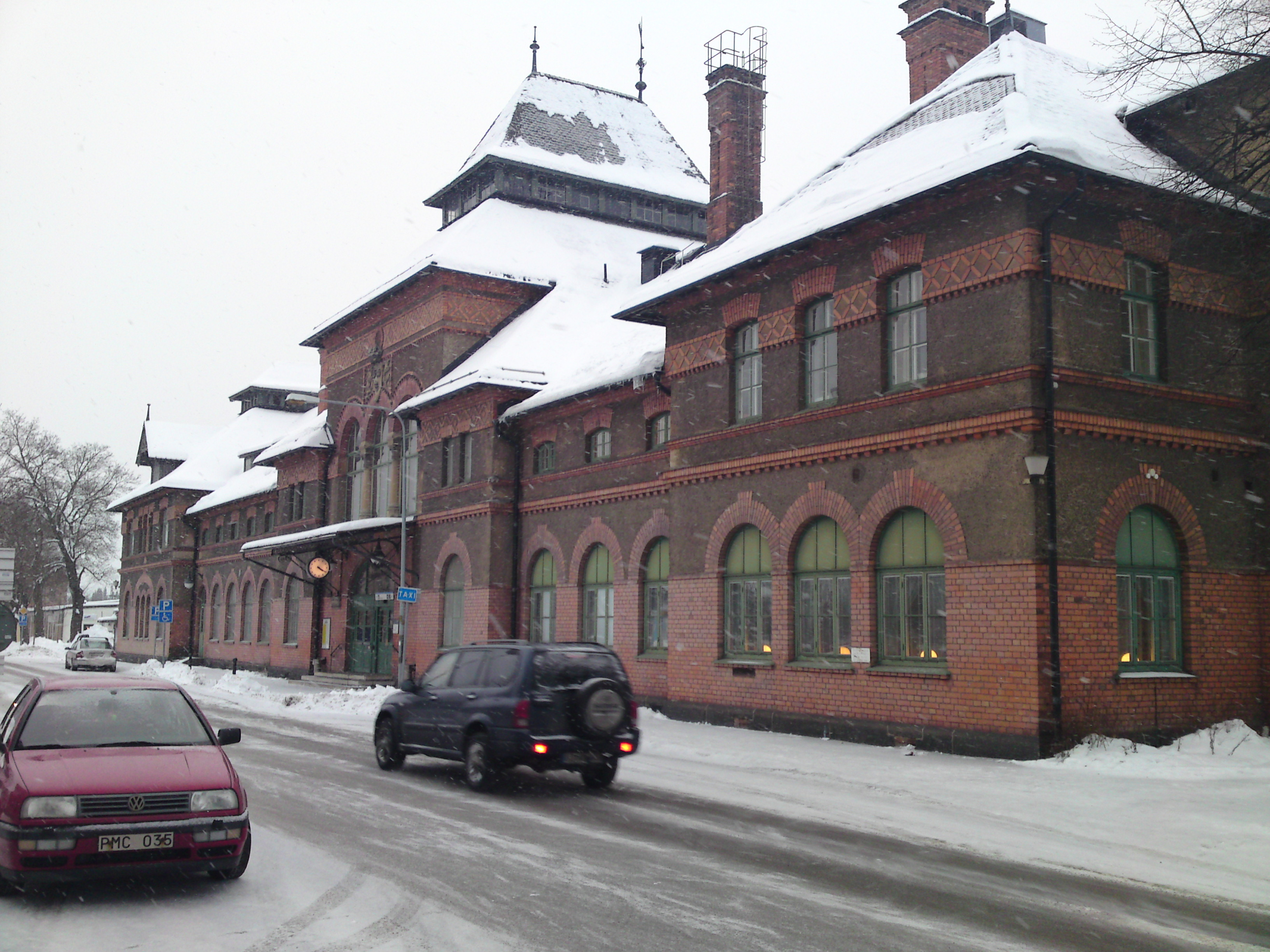
Krylbo, 1900
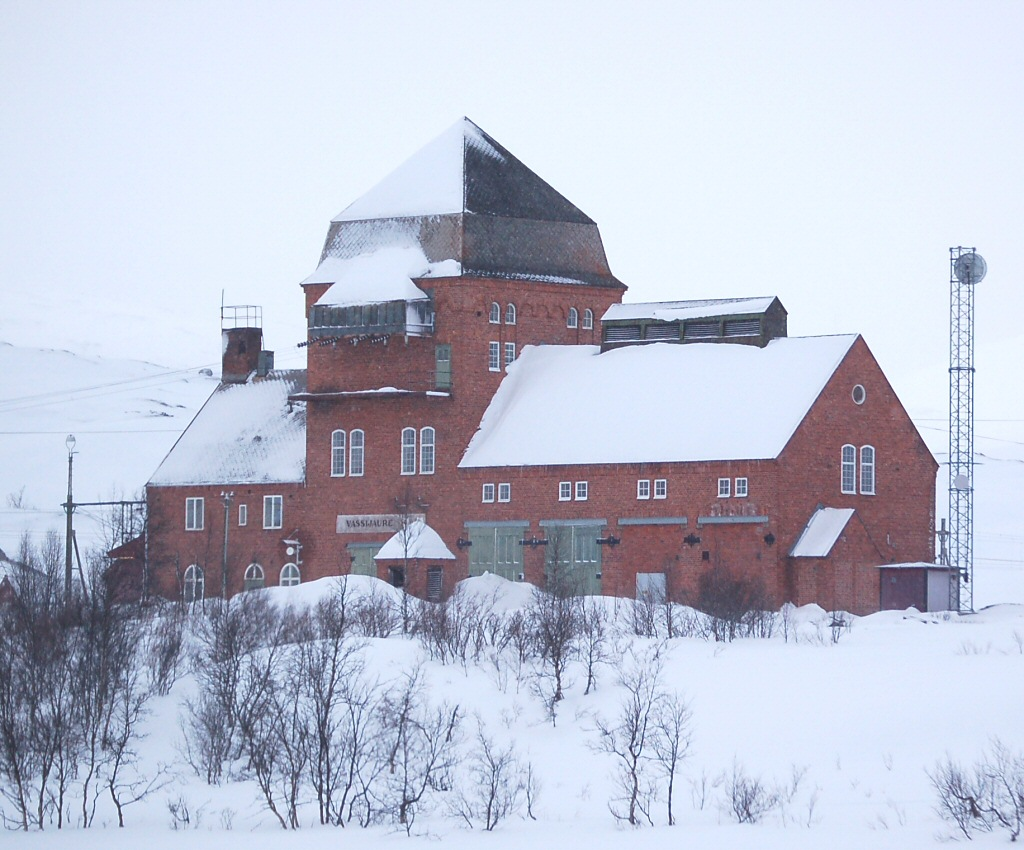
Vassijaure (mit Transformatorstation im Turm), 1911
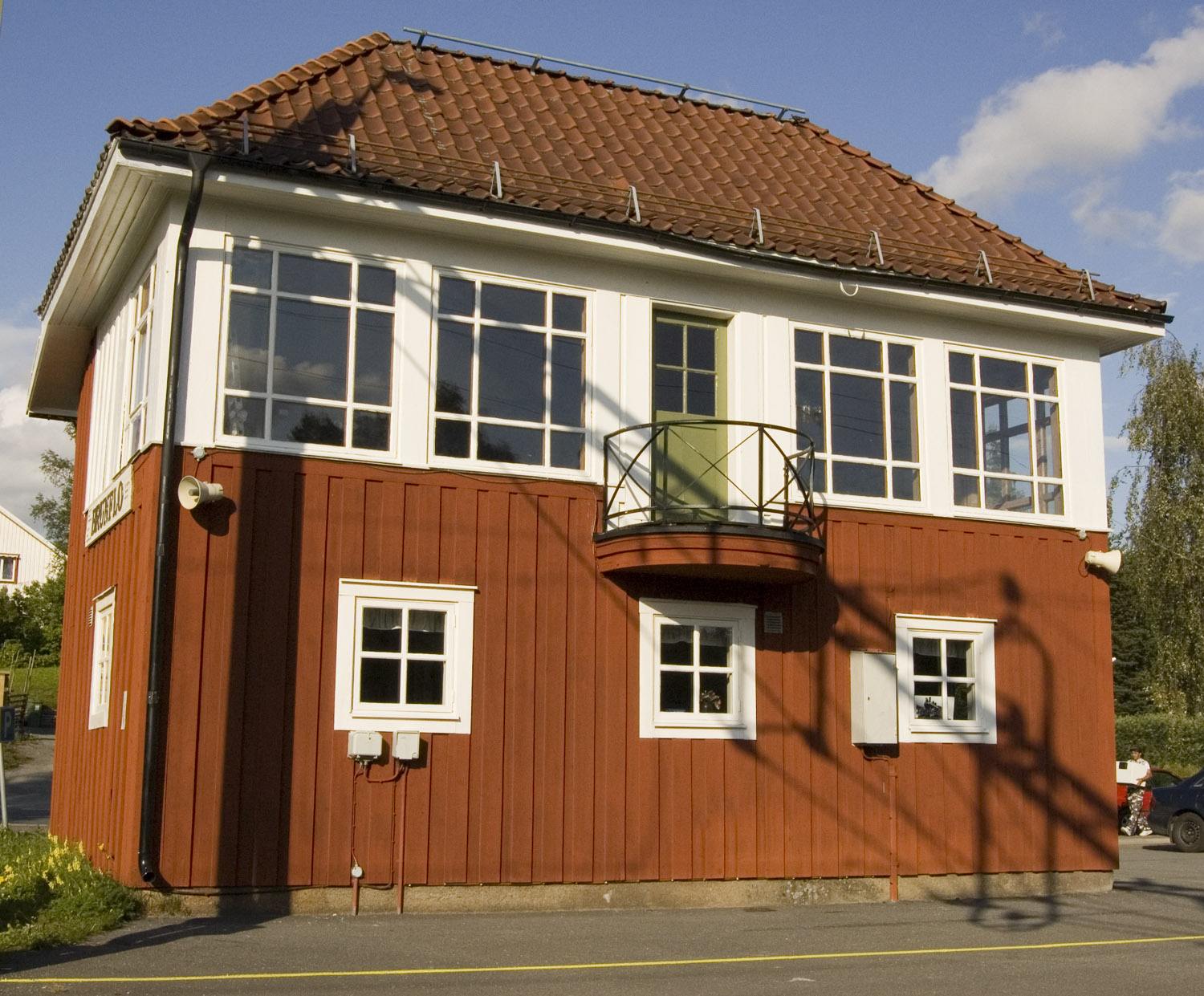
Stellwerk in Brunflo, 1916
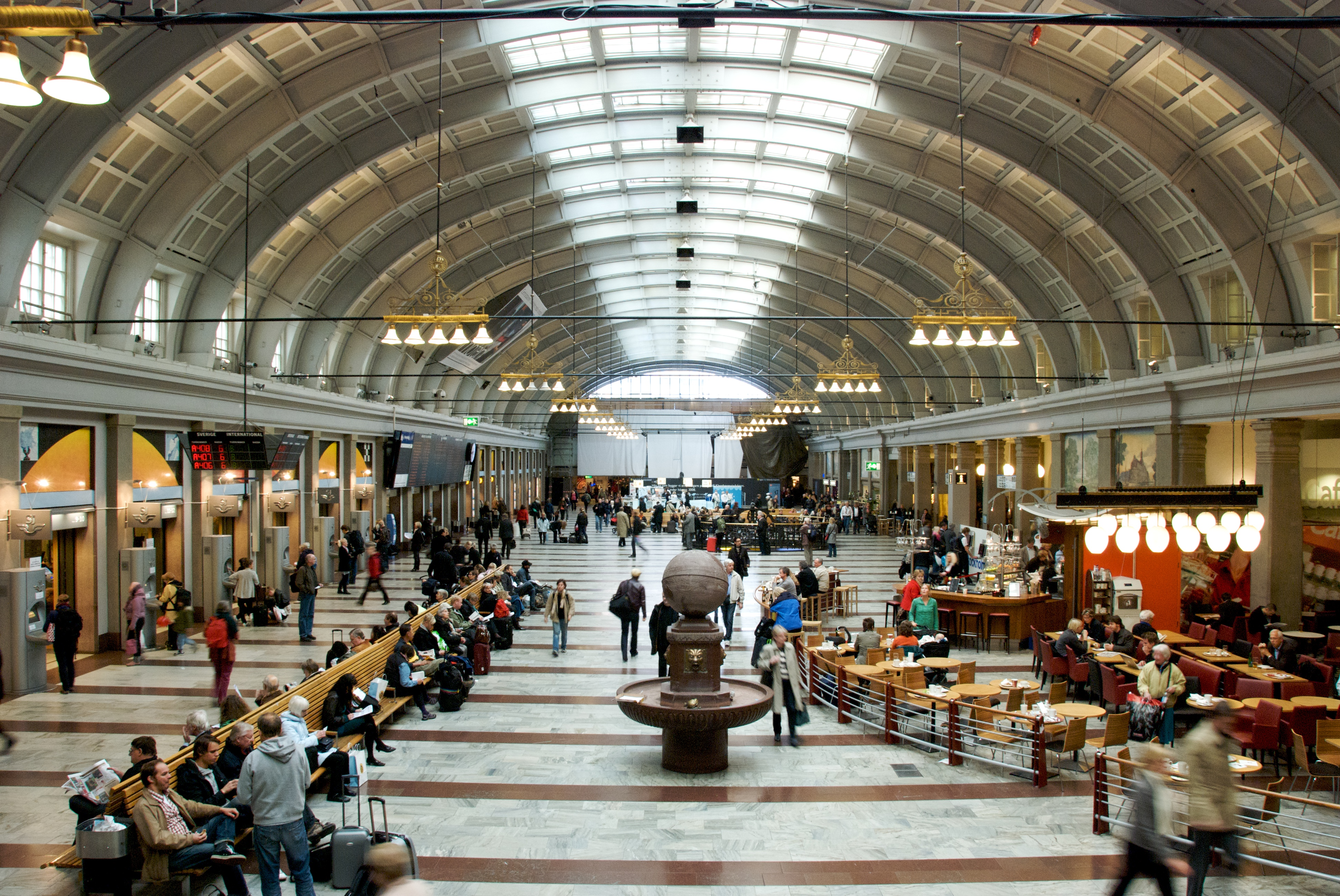
Haupthalle in Stockholm, 1927

## 1931–1955, Birger Jonson
Birger Jonson war ein Vertreter der neuen radikalen Architekturideen, die auf der Stockholmer Ausstellung 1930 (schwedisch Stockholmsutställningen) unter den Namen Funktionalismus und Moderne vorgestellt wurden. Während dieses Zeitraumes wurden viele Gesellschaften im Rahmen der Allgemeinen Eisenbahnverstaatlichung in Schweden verstaatlicht. In dem Zusammenhang fanden viele Abrisse und Umbauten statt. Während des Baumaterialmangels in der Kriegs- und Nachkriegszeit wurden die Bahnhofsgebäude häufig als einfache einstöckige Häuser aus Ziegeln oder Holz konzipiert. Einsparung war das Schlagwort der zunehmend mit anderen Verkehrsträgern konkurrierenden Eisenbahn. Während der Amtszeit von Jonsons wurden nur 75 neue Bahnhofsgebäude errichtet, im Normalfall als Ersatz für abgerissene Gebäude.

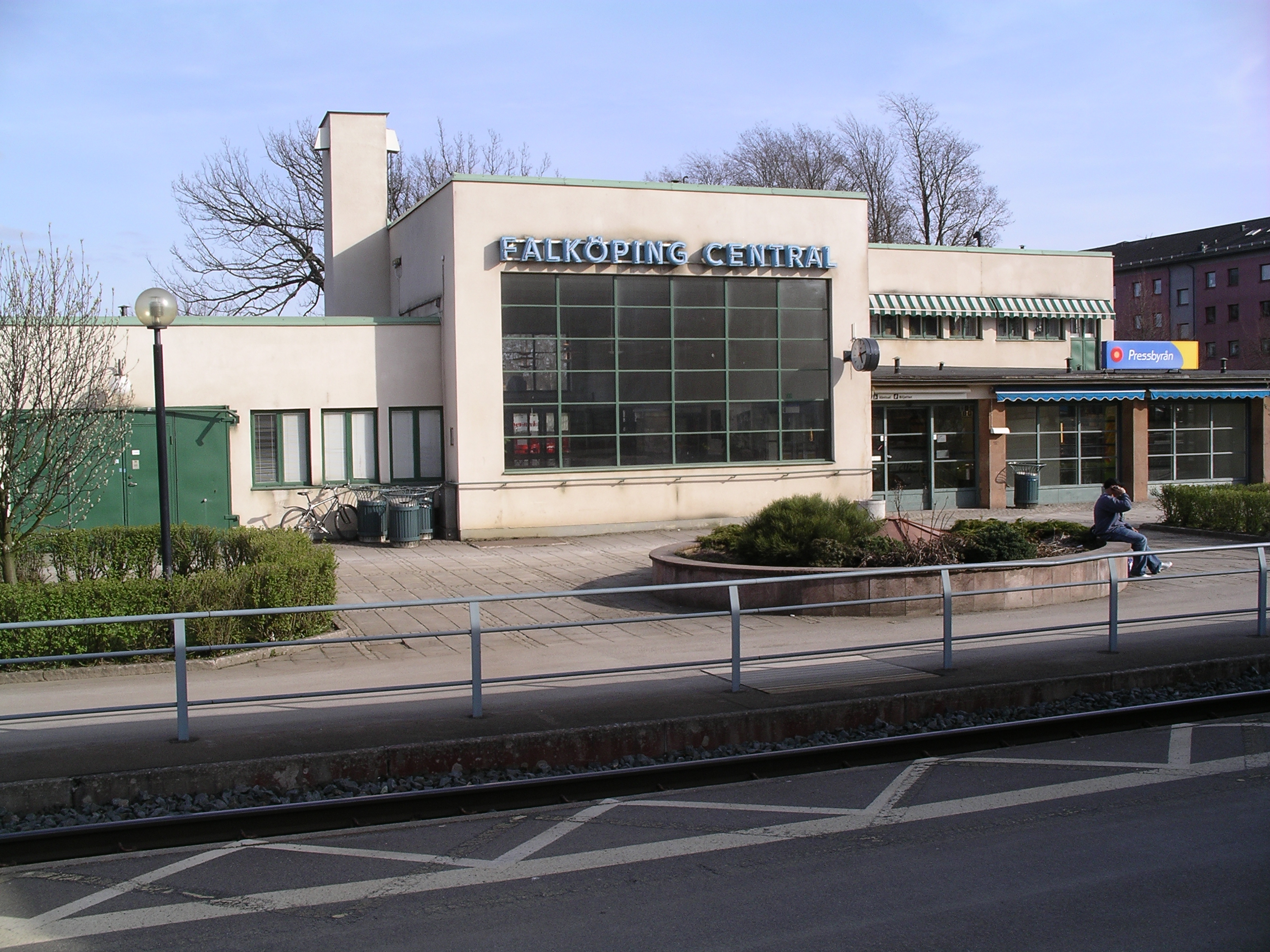
Falköpings centralstation, 1934–35
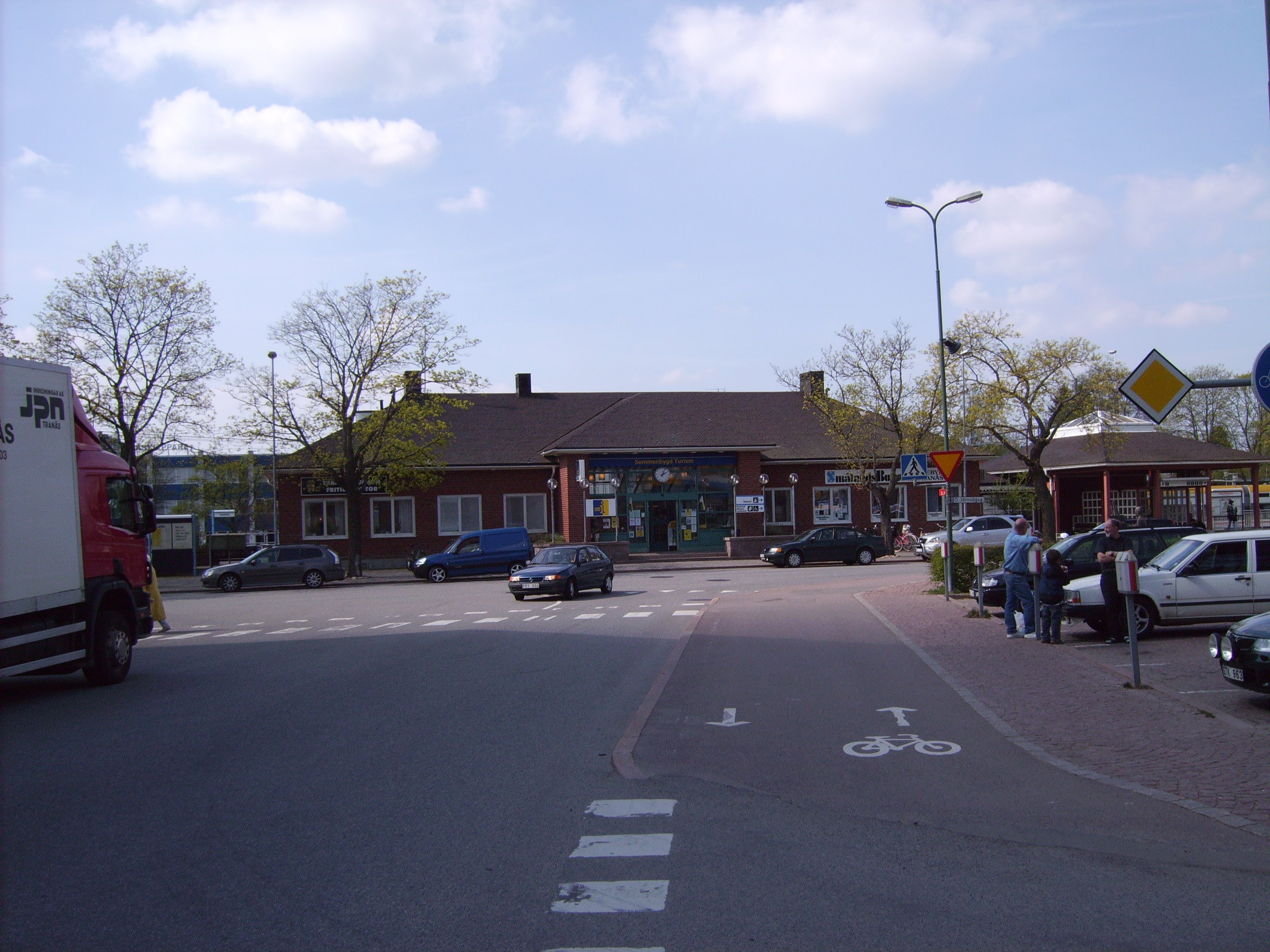
Bahnhof Tranås, 1935
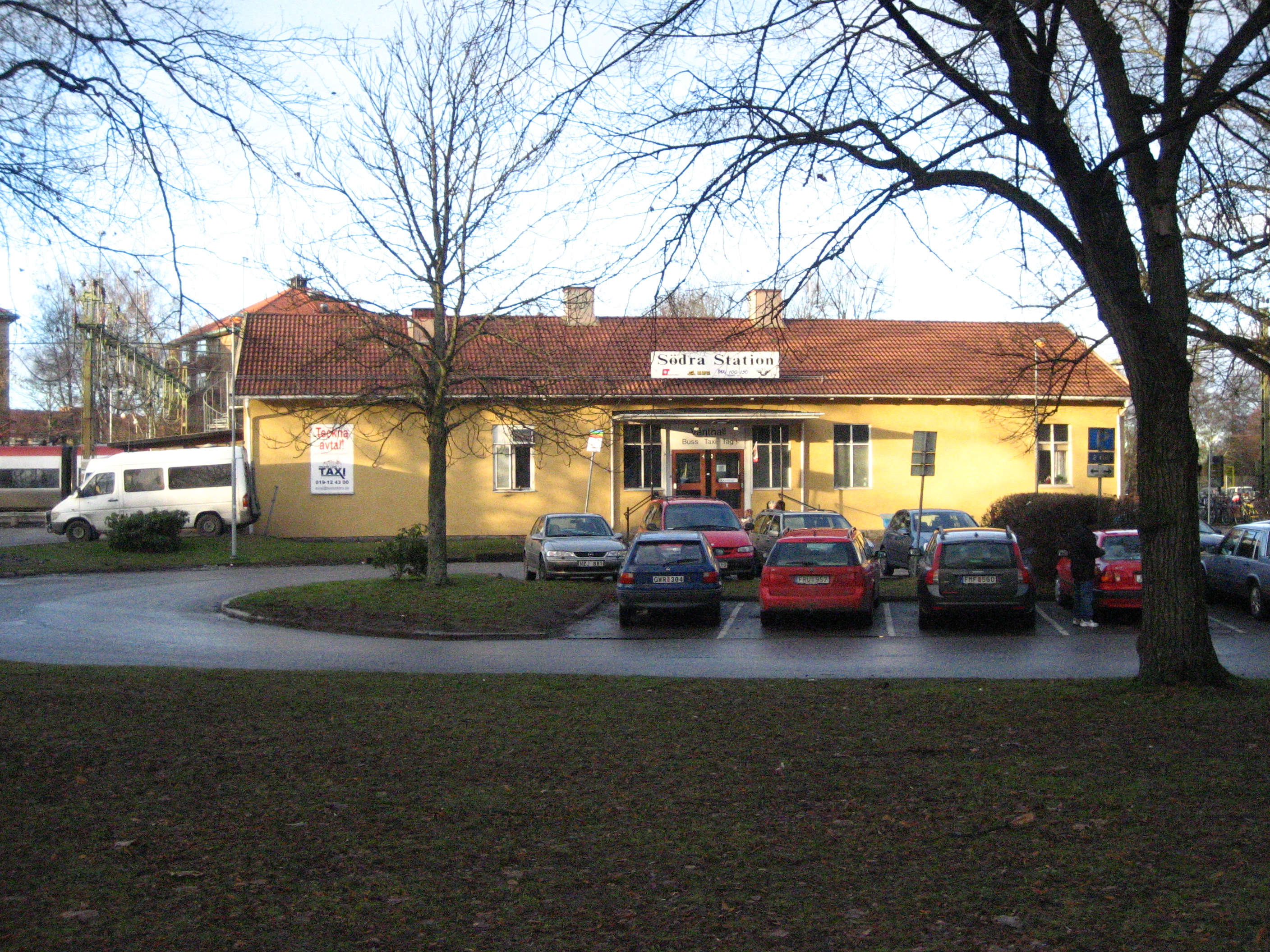
Örebro Södra, umgebaut 1942
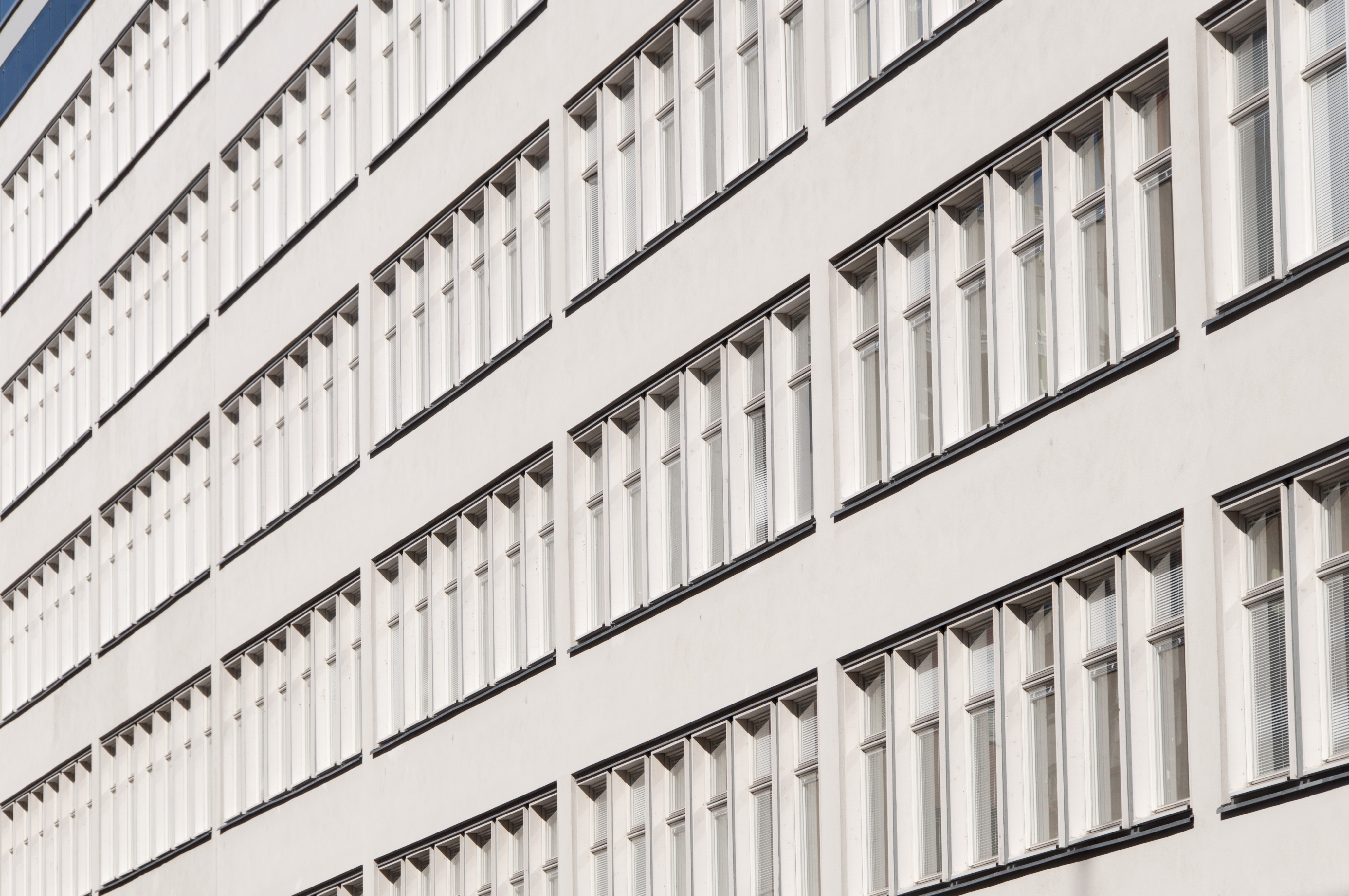
Bürogebäude Blekholmen 3, Stockholm, 1945–46

## 1956–1986, Karl-Axel Bladh
Karl-Axel Bladh übernahm 1956 die Führungsposition des Architekturbüros. In diesem Jahr besaßen SJ 16.500 Gebäude, von denen sich rund 10.000 an Bahnhöfen befanden. Dazu kamen 5000 Wohngebäude mit 12.000 Wohnungen, 1000 Gebäude für die Fahrzeugbehandlung wie Lokschuppen und Werkstätten sowie 500 Neubauten für den LKW-Verkehr. Der Bedarf für Modernisierungen und Umbauten war ständig vorhanden, während nur sehr wenige neue Bahnhofsgebäude hinzu kamen. 1986 wurde das Architekturbüro geschlossen.

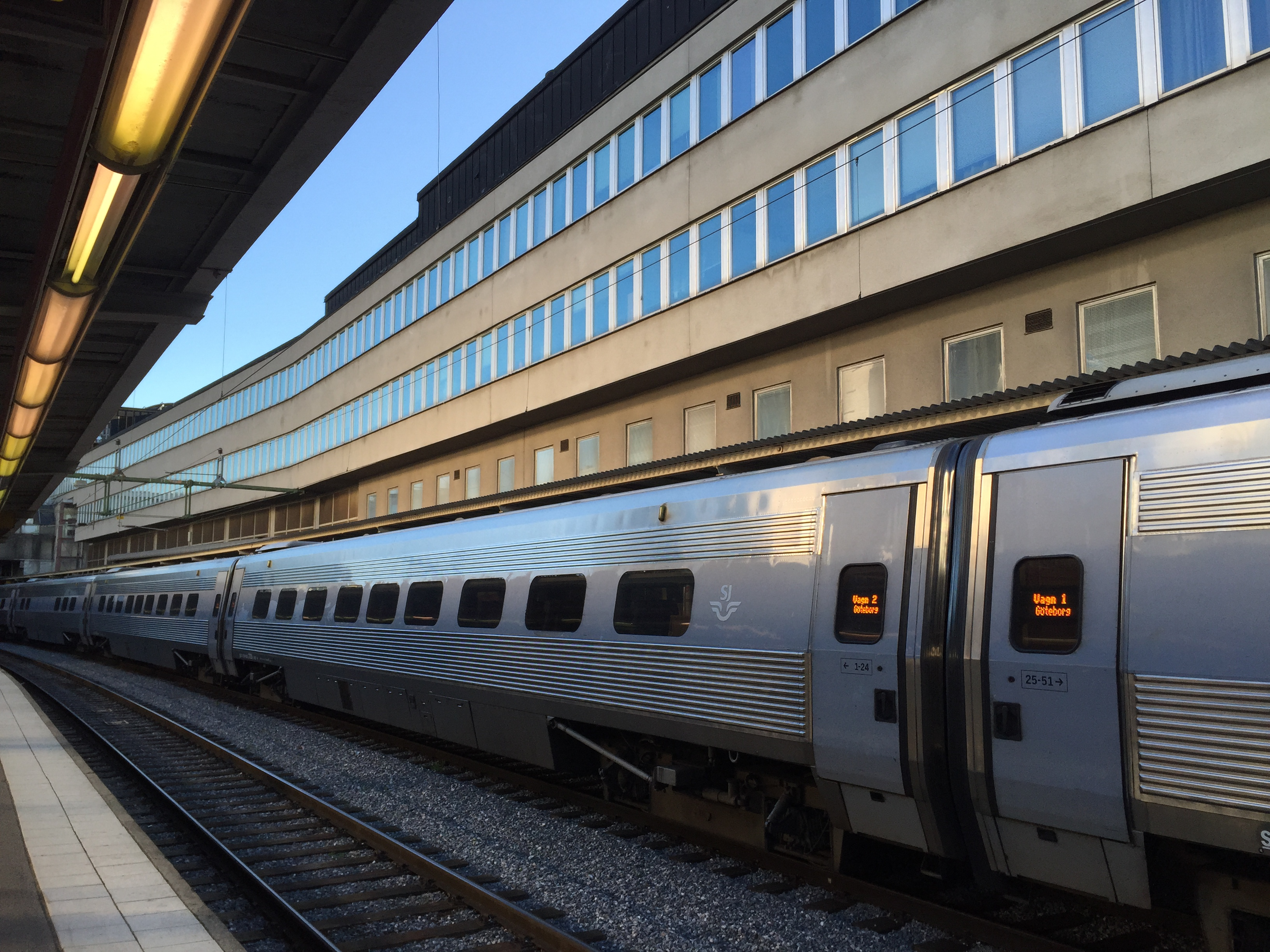
Gebäude in Hauptbahnhof Stockholm, 1957–1971
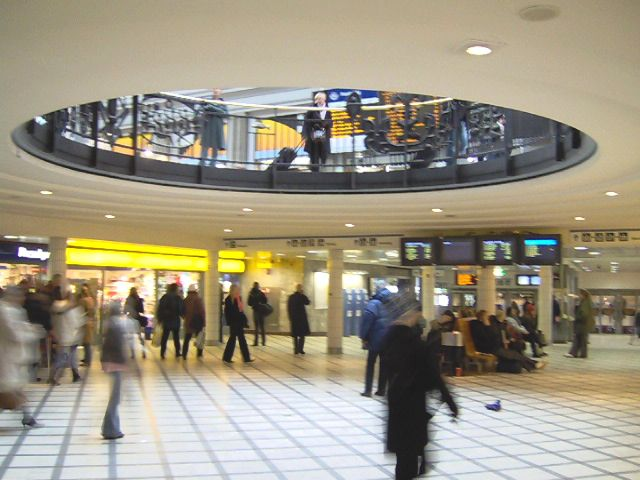
Ringen på Stockholms centralstation – ein rundes Kunstwerk im Hauptbahnhof Stockholm, 1961

## Heutiger Zustand
Neu- und Umbauten werden als Großprojekte mit beteiligten Investoren durchgeführt, wobei Trafikverket und Jernhusen (ein staatliches Unternehmen, das 2001 aus der Immobilienabteilung von SJ gegründet wurde) mit Kommunen, Landsting und Länstrafik zusammenarbeiten. Dabei kommen auch private Unternehmen zum Zuge.